# حبل خلفي
الحبل الخلفي (بالإنجليزية: Posterior cord)‏ هو جزءٌ من الضفيرة العضدية يشترك في تكوينه جميع جذور الأعصاب الشوكية المكونة للضفيرة العضدية ابتداءً من زوج العصبين الشوكيين العنقيين السادس انتهاءً بزوج العصبين الشوكيين الصدريين الأول (ع5:ص1).
ينشأ من الحبل الخلفي الأعصاب الآتية:
| اسم العصب         | الجذور المكونة له | التزويد العصبي |
| ----------------- | ----------------- | --- |
| عصب تحت كتفي علوي | ع5 وع6            | عضلة تحت الكتف الداخلة في تكوين الكفة المدورة                                                                                               |
| عصب تحت كتفي سفلي | ع5 وع6            | عضلة تحت الكتف والعضلة المدورة الكبيرة |
| عصب صدري ظهري     | من ع6 إلى ع8      | العضلة الظهرية العريضة |
| عصب إبطي          | ع5 وع6            | يستقبل الإحساس من الكتف، ويعطي الأوامر الحركية للعضلة المثلثة والعضلة المدورة الصغيرة والرأس الطويل لثلاثية الرؤوس العضدية                  |
| عصب كعبري         | من ع5 إلى ص1      | عضلة ثلاثية الرؤوس العضدية والعضلة العضدية الكعبرية والعضلتان الكعبريتان الباسطتان للرسغ والعضلة الباسطة والعضلات الباسطة والمبعدة للإبهام. |